# Nyakabenga
Nyakabenga är ett periodiskt vattendrag i Burundi.   Det ligger i provinsen Cankuzo, i den nordöstra delen av landet, 120 km öster om huvudstaden Bujumbura.
I omgivningarna runt Nyakabenga växer huvudsakligen savannskog. Runt Nyakabenga är det ganska tätbefolkat, med 93 invånare per kvadratkilometer.